# 烈味脚骨脆
烈味脚骨脆（学名：Casearia graveolens）为大风子科脚骨脆属下的一个种。

## 扩展阅读
- 維基物種上的相關：烈味脚骨脆